# Maurice Ballerstedt
Maurice Ballerstedt (ur. 16 stycznia 2001 w Berlinie) – niemiecki kolarz szosowy.

## Osiągnięcia
Opracowano na podstawie:

2018
- 3. miejsce w Internationale Cottbuser Junioren-Etappenfahrt

2019
- 2. miejsce w Wyścigu Pokoju Juniorów
- 3. miejsce w Saarland Trofeo
  - 1. miejsce na etapie 3b (jazda drużynowa na czas)
- 3. miejsce w GP Général Patton
- 1. miejsce w GP Luxembourg
- 2. miejsce w mistrzostwach Europy juniorów (start wspólny)

2021
- 2. miejsce w mistrzostwach Niemiec U23 (jazda indywidualna na czas)
- 1. miejsce na 1. etapie Kreiz Breizh Elites (jazda drużynowa na czas)
- 1. miejsce w Tour du Pays de Montbéliard
  - 1. miejsce w klasyfikacji młodzieżowej
  - 1. miejsce na 3. etapie

2022
- 1. miejsce w mistrzostwach Niemiec U23 (jazda indywidualna na czas)
- 1. miejsce w mistrzostwach Europy U23 (mieszana jazda drużynowa na czas)

## Rankingi
| Rok             | 2020  | 2021 | 2022 | 2023 | 2024 |
| --------------- | ----- | ---- | ---- | ---- | ---- |
| World Ranking   | 1299. | 577. | 819. | 839. | 776. |
| UCI Europe Tour | 993.  | 464. | 617. | -    | -    |
|                 |       |      |      |      |      |
| Źródło: UCI     |       |      |      |      |      |